# فاتح‌خان
فاتح‌خان (به انگلیسی: Fateh Khan) یک شهرک در پاکستان است که در ناحیه دیره غازی خان واقع شده‌است. فاتح‌خان ۱۴۰ متر بالاتر از سطح دریا واقع شده‌است.